# Martin Goihetxe
Martin Goihetxe ou Martin Goyhetche, né à Urrugne le 8 septembre 1791 et mort dans la même ville le 12 juin 1859, est un écrivain et prêtre basque.       

## Biographie
Fils du médecin Jean Goyhetche et de Marie Brat, il est né en 1791 dans la maison Haristeguia à Urrugne. Il est le frère de Léonce Goyetche, membre du conseil général des Basses-Pyrénées. Nommé prêtre le 20 décembre 1817, il occupe le poste de vicaire d'Urrugne à partir de 1818. Il est recteur d'Aincille pendant quelques mois en 1836. Il participe au jury des Jeux floraux d'Antoine d'Abbadie de 1853 à 1855. 
En 1838, il publie un recueil de cantiques, Andre-dena Mariaren Ilhabetea edo Maihatza Jaincoaren Amaren loriacotz contsecratua.
Il traduit et adapte ensuite en basque 150 fables de Jean de La Fontaine, publiées en 1852 sous le titre Fableac edo aleguiac Lafontenenetaric berechiz hartuac. Il traduit aussi des fables de Florian. Les manuscrits de ces traductions sont conservés à la Bibliothèque nationale de France. 
Il décède à Urrugne le 12 juin 1859. 

## Œuvres
- Mayatza edo Andredena Mariaren ilhabetea  egun gucietaco cantikekin, Lasserre, 1856.
- Fableac edo aleguiac Lafontenenetaric berechiz hartuac, Foré et Lasserre, 1852